# Llista de llocs d'interès de la Barceloneta
La llista de llocs d'interès de la Barceloneta inclou diversos edificis, monuments i altres elements urbans del barri de la Barceloneta, a la ciutat de Barcelona.
| Lloc                                                      | Època | Interès | Ubicació                                                 | Coordenades                                         | Imatge |
| --------------------------------------------------------- | ----- | --- | -------------------------------------------------------- | --------------------------------------------------- | ------ |
| Casa de la Barceloneta 1761                               | 1761  | La Casa de la Barceloneta 1761 és actualment un centre de difusió de la memòria històrica del barri. Va obrir les portes el 8 d'abril de 2012 on just abans hi havia el restaurant Casa del Porró. El seu interior compta amb una petita exposició permanent sobre l'evolució de l'edifici i la història de la Barceloneta. A la primera planta es mostren exposicions temporals. Horari d'atenció al públic: De dimarts a divendres de 10.00 h a 13.30 h i de 16.00 h a 20.00 h. Dissabtes de 10.00 h a 14.00 h.                                                                 | Carrer Sant Carles, núm. 6                               | Latitud: 41°22'44. 15° N Longitud: 2°11'18. 73° E   |        |
| L'entrada de fàbriques la Maquinista Terrestre i Marítima | 1856  | És l'arc d'entrada de l'antiga fàbrica de La Maquinista Terrestre i Marítima que ocupava una superfície total de 17.500 m² i arribava fins al mar. L'arc està situat al final del carrer La Maquinista i dona entrada a la plaça de Pompeu Gener. | Plaça de Pompeu Gener                                    | Latitud: 41°22'52.28' N Longitud: 2°11'26.72' E     |        |
| Fonts de Carmen Amaya                                     | 1918  | La font de Carmen Amaya està situada en la plaça Brugada, al final del carrer de Sant Carles i a la vora del passeig Marítim. Porta el nom d'una de les més grans cantants i “bailaoras” de flamenc de la història. Es va criar al Somorrostro, un barri de barraques de Barcelona situat a la perifèria de la Barceloneta. La font de metall i pedra representa un “cuadro” flamenc de petits àngels despullats. | Plaça Brugada                                            | Latitud: 41° 22′ 47.35″ N Longitud: 2° 11′ 32.57″ E |        |
| Hotel W                                                   | 2009  | L'Hotel W, conegut popularment com l'Hotel Vela per la seva forma característica, és un edifici que es troba al barri de la Barceloneta. L'edifici compta amb una torre en forma de vela que arriba als 99 metres. Va ser dissenyat per l'arquitecte català Ricard Bofill. Diverses associacions veïnals i ecologistes denuncien que l'edifici infringeix la llei de protecció de costes, ja que l'edifici es troba a 20 metres de l'aigua i en instal·lacions portuàries. | Plaça de la Rosa dels Vents, núm.1                       | Latitud: 41°22'6.5' N Longitud: 2°11'24.86' E       | Text   |
| L'Estel ferit                                             | 1992  | L'Estel ferit, de Rebecca Horn, és una escultura formada per quatre cubs desencaixats de 10 metres d'altura total. Situada a la sorra de la platja de la Barceloneta és coneguda popularment com els cubs i s'ha convertit en un dels símbols de Barcelona i en un lloc d'encontre dels surfistes de la ciutat. | Passeig Marítim de la Barceloneta, Platja de Sant Miquel | Latitud: 41° 22′ 35.3″ N Longitud: 2° 11′ 28.2″ E   |        |
| Peix de la Barceloneta                                    | 1992  | Frank O. Gehry va construir aquesta escultura en forma de peix de 56 metres de llargada i 35 metres d'alçada. És una xarxa daurada d'acer inoxidable sobre una estructura metàl·lica que es pot veure des de la platja de la Barceloneta i el Port Olímpic. Tothom l'anomena el peix i està situat als peus de l'Hotel Arts, una de les torres més altes del litoral de Barcelona. | Passeig Marítim de la Barceloneta - Port Olímpic         | Latitud: 41° 23′ 9.82″ N Longitud: 2° 11′ 49.24″ E  |        |
| El Gasòmetre de la Catalana de Gas                        | 1868  | Vella estructura d'acer del dipòsit de gas de l'antiga fàbrica Catalana de Gas fundada per Pere Gil i Babot. El gasòmetre va ser dissenyat per l'enginyer Claudi Gil Serra el 1868 i actualment ocupa el lloc central del Parc de la Barceloneta. | Parc de la Barceloneta                                   | Latitud: 41° 22′ 58.2″ N Longitud: 2° 11′ 33.69″ E  |        |
| Institut Joan Salvat Papasseit                            | 1978  | El Joan Salvat Papasseit és un institut situat en el barri de la Barceloneta. L'institut es va construir l'any 1978. Actualment hi estudien 216 alumnes: 2 classes de 1r d'ESO, 2 classes de 2n d'ESO, 2 classes de 3r d'ESO, 2 classes de 4t d'ESO, 1 classe de 1r de batxillerat i una de 2n de batxillerat. Antigament era part de la fàbrica anomenada La Maquinista Terrestre i Marítima. En el pati hi queda una grua antiga que servia per penjar les màquines de vapor. Joan Salvat Papasseit és el nom d'un gran poeta català vinculat també al barri de la Barceloneta. | Passeig Salvat Papasseit, s/n                            | Latitud: 41° 22′ 52.82″ N Longitud: 2° 11′ 33.58″ E |        |